# Austroraptus juvenilis
Austroraptus juvenilis là một loài nhện biển trong họ Ammotheidae. Loài này thuộc chi Austroraptus. Austroraptus juvenilis được miêu tả khoa học năm 1915 bởi Calman.